# نو ویرگوس
نو ویرگوس (به انگلیسی: Nu Virgos) یا ویا گرا (به انگلیسی: VIA Gra) یک گروه دخترانۀ اوکراینی بود.
به سبب تهاجم روسیه به اوکراین در سال ۲۰۲۲، این گروه منحل شد. 